# Кеворкян, Константин Эрвантович
Константи́н Эрва́нтович Кеворкя́н (укр. Костянтин Ервантович Кеворкян; род. 22 мая 1966 года, Киев, Украинская ССР, СССР) — украинский и российский журналист, писатель, публицист. Политический и общественный деятель Украины. Был депутатом Харьковского городского совета (1994 — 2015) от Партии регионов. С 2014 года — политический эмигрант, проживает в Москве.
Автор книг «Первая Столица», «Опасная книга», «Книга о книгах», «Братья и небратья», «Унесённые майданом», «Фронда», «Четвертая власть Третьего рейха», «Жизнь как приключение, или Писатель в эмиграции», «Сошествие в Украину».

## Биография

### Ранние годы
Константин Кеворкян родился 22 мая 1966 года в Киеве. В 1983 году закончил среднюю школу № 133 города Харьков. В 1983 — 1985 годах учился на факультете архитектуры и строительства в Харьковском институте механизации и электрификации сельского хозяйства (ХИМЭСХ).
Работал слесарем в «Спецшахтоннельремстрой»[расшифровать], внештатным и штатным корреспондентом областной молодёжной газеты «Ленинская Смена» (укр. Ленінська Зміна). В 1989-1997 годах учился в Московском литературном институте на факультете «Прозы», по специальности «литературная работа».
В 1990 — 1992 годах работал заместителем редактора газеты «Ориентир». В 1990 — 1991 годах являлся корреспондентом телестудии АТВ — 1 (Харьков), в 1992 — 1994 годах корреспондент телекомпании «Вид» (Москва). В 1992 — 2014 годах — автор и ведущий телевизионной программы «Первая столица» на харьковском канале «Тонис-центр» и других телеканалах города.

### Видеоканал «Первая столица»
С 1994 года — руководитель телестудии «Первая столица».

### Общественная деятельность
В 1994 году избран депутатом Харьковского городского совета. С 2002 по 2010 год занимал пост председателя комиссии по вопросам местного самоуправления, гласности и депутатской деятельности Харьковского городского совета.
С 2003 года член редакционного совета журнала Харьковского национального университета имени В. Н. Каразина «Universitates: наука и просвещение». С 2009 года член жюри ежегодного Международного кинофестиваля «Харьковская сирень». Член Союза писателей Москвы.
В 2005 году подписал коллективное письмо в защиту русского языка на Украине.

### После 2014 года
С лета 2014 года — политический эмигрант, проживал в Севастополе и Москве. Колумнист изданий Украина.ру(входит в медиагруппу Россия сегодня), «Литературная газета», газеты «Культура». С апреля 2022 руководитель telegram-канала «Украина.ру».

## Оценка
Украинский политолог Татьяна Журженко назвала Кеворкяна одним из авторов бренда «Первая столица», используемого в официальной саморепрезентации города Харькова:120. Включён в «санкционные списки» сайта «Миротворец» и ФБК.

## Публикации

### Книги
- Кеворкян К. Первая Столица. — 1-е изд.. — Харьков: Фоліо, 1996. — 286 с. — ISBN 966-03-0535-4.
  - Кеворкян К. Первая Столица. — 2-е изд.. — Харьков: Фоліо, 1999. — 286 с. — 5000 экз. — ISBN 966-03-0535-4.
  - Кеворкян К. Первая Столица. — 3-е изд.. — Харьков: Фоліо, 2002. — 286 с. — 10 000 экз. — ISBN 966-03-0535-4.[5]
  - Кеворкян К. Первая Столица. — 4-е изд.. — Харьков: Фоліо, 2007. — 414 с. — 3000 экз. — ISBN 978-966-03-3792-3.[6]
- Кеворкян К. Опасная книга. Феномен нацистской пропаганды. — Харьков: Фоліо, 2009. — 1000 экз. — ISBN 978-966-03-4895-0.
- Кеворкян К. Книга о книгах: очерки истории советской интеллигенции. — Харьков: Полиграфсервис, 2013. — 796 с. — ISBN 978-966-97339-0-0.
- Кеворкян К. Братья и небратья. Уроки истории. — Москва: Книжный мир, 2018. — 339 с. — 1000 экз. — ISBN 978-5-6041071-4-0.
- Кеворкян К. Фронда. Блеск и ничтожество советской интеллигенции. — Москва: Книжный мир, 2019. — 896 с. — 1000 экз. — ISBN 978-5-6041886-6-8.
- Кеворкян К. Унесенные майданом. — Москва: Книжный мир, 2019. — 352 с. — 1000 экз. — ISBN 978-5-6041887-2-9.
- Кеворкян К. Четвёртая власть Третьего Рейха. Нацистская пропаганда и её наследники. — Москва: Книжный мир, 2020. — 704 с. — 1000 экз. — ISBN 978-5-6043990-3-3.

### Статьи
- Кеворкян К. Не одна победа. Украина разрывается между 8 и 9 Мая. // Коммерсантъ, Журнал «Огонёк» №17 от 04 мая 2020.

## Награды
- Лауреат телефестиваля «Надія-95»
- Лауреат телефестиваля «Золота хвиля-99»
- Лауреат телефестивалей «Україна Єдина-2000», «Україна Єдина-2003», «Україна Єдина-2004»
- Лауреат регионального рейтинга «Харьковчанин столетия», «Харьковчанин года»
- Лауреат муниципальной премии 2003
- Почетные грамоты Харьковского городского головы[7] и Харьковской областной администрации
- Почетный знак Харьковского городского головы «За старанність»[7]
- Приз «Звезда журналистики» (2010)[8]